# فرناندو أورلاندو فيلاردز
فرناندو أورلاندو فيلاردز (بالإنجليزية: Fernando Orlando Velárdez)‏ مواليد 26 يناير 1981 في سان بيرناردينو، هو ملاكم محترف أمريكي يصنف ضمن فئة الوزن الخفيف.

## إحصائيات
خاض خلال مسيرته 32 نزالا، فاز في 26 وتعادل في 1 وخسر في 5. فاز بالضربة القاضية في 8 نزالات.

## روابط خارجية
- فرناندو أورلاندو فيلاردز على موقع بوكس ريك (الإنجليزية) (registration required)